# Сургут (Самарская область)
Сургут — посёлок в Сергиевском районе Самарской области. Центр сельского поселения Сургут.

## География
Расположен на левых берегах рек Сок и Сургут в месте их слияния, у северной окраины посёлка Суходол, в 2 км к юго-востоку от Сергиевска и в 100 км к северо-востоку от Самары.

## История
С 1978 по 1991 годы Сургут имел статус посёлка городского типа.

## Население
| 1979  | 1989  | 2002  | 2008  | 2010  | 2012  | 2013  |
| ----- | ----- | ----- | ----- | ----- | ----- | ----- |
| 4287  | ↘4206 | ↗4736 | ↘4704 | ↗4864 | ↘4760 | ↘4698 |
| 2014  | 2015  | 2016  | 2017  | 2018  | 2019  | 2020  |
| ↘4618 | ↘4602 | ↘4587 | ↘4545 | ↘4541 | ↘4518 | ↘4497 |
| 2021  |       |       |       |       |       |       |
| ↗4714 |       |       |       |       |       |       |

## Транспорт
В посёлке расположена тупиковая железнодорожная станция Серные Воды II (конечная на ветке от Кротовки).
В 4,5 км к югу от посёлка (за пгт Суходол) проходит автодорога М5 "Урал" (Москва — Самара — Челябинск). У западной окраины посёлка находится мост через Сок, по которому проходит автодорога от М5 к Сергиевску (далее на Кошки, Челно-Вершины). Имеется подъездная дорога от М5 и с восточной стороны посёлка.